# Девушка с Запада
«Девушка с Запада» (итал. La fanciulla del West) — опера Джакомо Пуччини, написанная на сюжет пьесы Д. Беласко «Девушка с золотого Запада» (англ. The Girl of the Golden West) по заказу нью-йоркского театра «Метрополитен Опера». Мировой премьерой оперы (состоялась в этом театре 10 декабря 1910 года) дирижировал Артуро Тосканини. Действие происходит в Калифорнии во время «золотой лихорадки» 1849—1850 годов, в лагере золотоискателей. 

## Действующие лица
| Партия                        | Голос         | Исполнитель на премьере, 10 декабря 1910 (дирижёр Артуро Тосканини) |
| ----------------------------- | ------------- | ------------------------------------------------------------------- |
| Минни                         | сопрано       | Эмма Дестинова                                                      |
| Джек Рэнс, шериф              | баритон       | Паскуале Амато                                                      |
| Дик Джонсон (Рамерес), бандит | тенор         | Энрико Карузо                                                       |
| Ник, бармен                   | тенор         | Альберт Рейсс                                                       |
| Эшби, агент Wells Fargo       | бас           | Адам Дидур                                                          |
| Сонора                        | баритон       | Дин Жилли                                                           |
| Трин                          | тенор         | Анжело Бадья                                                        |
| Сид                           | баритон       | Джулио Росси                                                        |
| Белло                         | баритон       | Винченцо Рескильяни                                                 |
| Гарри                         | тенор         | Пьетро Аудизио                                                      |
| Джо                           | тенор         | Гленн Холл                                                          |
| Хэппи                         | баритон       | Антонио Пини-Корси                                                  |
| Джим Ларкенс                  | бас           | Бернард Бег                                                         |
| Билли Кролик, индеец          | бас           | Жорж Буржуа                                                         |
| Оукли, его подруга            | меццо-сопрано | Мэри Мэттфилд                                                       |
| Джек Уоллес                   | баритон       | Андрес де Сегурола                                                  |
| Хосе Кастро, метис            | бас           | Эдоардо Миссиано                                                    |
| Почтальон, люди из лагеря     |               |                                                                     |

## Либретто
«Девушка с Запада» — одна из немногих опер Пуччини со счастливой концовкой. Грубость обитателей Дикого Запада здесь противопоставляется чистоте главной героини Минни, которая смягчает грубые сердца и спасает возлюблённого (который и сам меняется к лучшему под её воздействием).
Место действия первого акта — грубый деревянный салун «Полная луна», заполненный золотоискателями. На стене висит объявление о розыске бандита Рамереса. Золотоискатели (Ник, Соньора, Сид, Гарри и др.) пьют, играют в карты. Появляется Минни — хозяйка салуна, уважаемая за доброту и силу духа. Она читает золотоискателям Библию (ария «Laggiù nel Soledad»), мечтая о чистой любви. Шериф Джек Рэнс, влюблённый в Минни, раздражён её равнодушием. Банда Рамереса нападает на салун, но золотоискатели отбивают атаку. Джонсон остаётся в салуне, вызывая подозрения Рэнса.

Место действия второго акта — скромная хижина Минни в заснеженных горах. Минни готовится к свиданию с Джонсоном. Он приходит, признаётся в любви, но скрывает своё прошлое. Внезапно врываются золотоискатели: они выследили банду Рамереса и сообщают, что её главарь — Джонсон. Минни в ужасе требует объяснений. Джонсон раскрывает правду: он хотел начать новую жизнь ради неё (ария «Or son sei mesi»). Минни прогоняет его, но, услышав выстрелы, прячет раненого возлюбленного на чердаке. Шериф Рэнс, ищущий Джонсона, угрожает Минни. Она предлагает сыграть в покер: если выиграет он — Джонсона казнят, если она — его отпустят (дуэт «Una partita a poker!»). Минни, жульничая, выигрывает игру. 

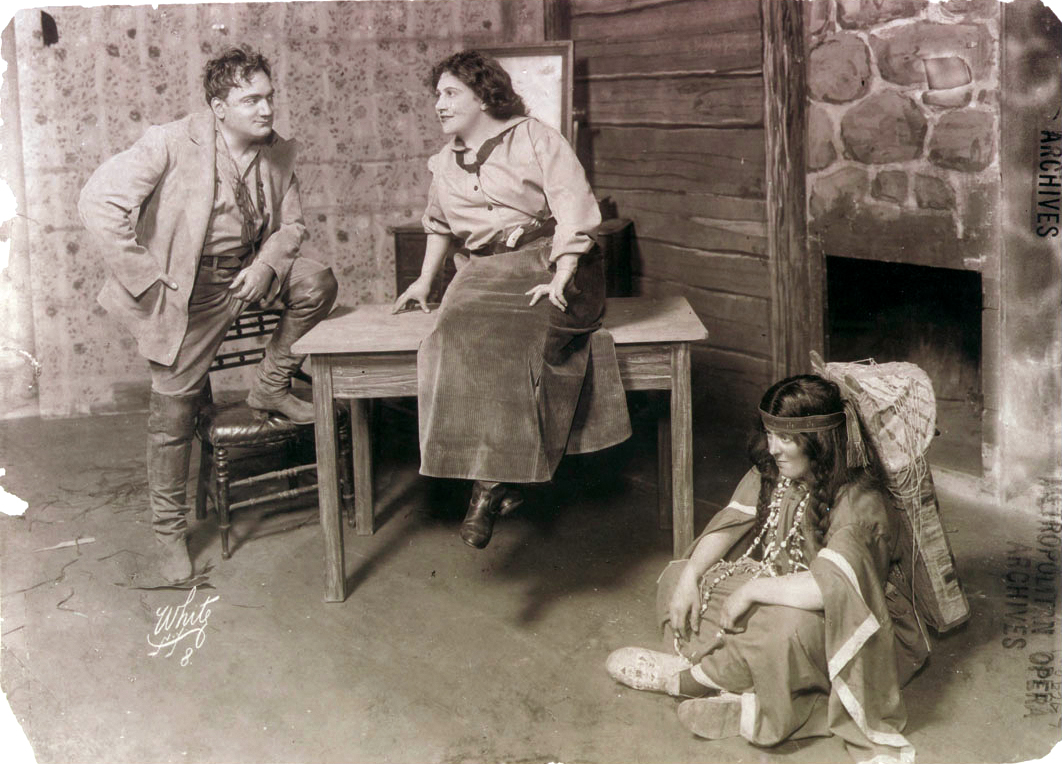
Энрико Карузо и Эмма Дестинова в ролях Джонсона и Минни (1910)

Место действия третьего акта — глухой горный лес на рассвете. Преследующие Джонсона золотоискатели, поймав и связав его, намерены приступить к казни. Он просит не рассказывать Минни о своей гибели с тем, чтобы она считала его счастливым и свободным (ария «Ch’ella mi creda libero»). Внезапно появляется Минни, умоляя толпу о милосердии. Её речь трогает сердца: золотоискатели отпускают пару. Минни и Джонсон уходят на запад, чтобы начать новую жизнь. Золотоискатели провожают их хором «Ritornano alla montagna». 

## Значение и успех
Первая в своём роде опера-вестерн (где ковбои поют по-итальянски) была с недоумением принята многими музыкальными критиками, но имела большой успех у публики и до начала Первой мировой войны часто ставилась в театрах Америки и Европы. 
В России впервые поставлена (под названием «Дочь Запада») в московском театре Солодовникова труппой Зимина 2 октября 1913 года, но затем была предана забвению и остаётся малоизвестной. Хотя теноры продолжали с энтузиазмом исполнять арию Ch’ella mi creda, сама опера вошла в стандартный оперный репертуар только в конце XX века. На сцене Мариинского театра впервые была дана в мае 2019 года.
Пуччини считал «Девушку с Запада» своей лучшей оперой, и с ним согласны некоторые современные специалисты. В 2006 году американский филантроп Брюс Ковнер передал Джульярдской школе рукописи «Девушки с Запада» и некоторых иных опер Пуччини.